# 新之助
新之助（しんのすけ）は、2017年（平成29年）に一般発売が開始されたイネ（稲）の品種。「北陸190号」と「新潟75号」の交配によって育成された。新潟県における2017年（平成29年）産の産地品種銘柄（選択銘柄）になっている。品種名は、「新しい」と「新潟」の「新」に、現代的でスタイリッシュな日本男児をイメージして付けられた。

## 概要
新潟県の「米研究120周年」を記念する晩生品種である。新潟県全体の高温障害・気象災害のリスクと収穫作業の分散で、晩生品種として「新之助」が開発された。中生品種は「コシヒカリBL」、早生品種は「こしいぶき」（2000年に品種開発）である。熟期は晩生で、「コシヒカリ」と比べると1週間程度収穫時期が遅くなる。開発途中の2010年（平成22年）の猛暑では、高温に強い性質が実証された。コシヒカリBLよりも茎が太く、10センチほど短く、風で倒れにくい。

## 品種特性
粒は大粒。日本穀物検定協会の食味官能試験では、新潟コシヒカリと同レベルでタンパク質が低く適度なアミロース含有である。表層は硬めで、しっかりした粒感と「粘り」が両立している。味覚センサーによる分析では、コクや甘み、味の厚みに特徴があるとする結果が出ている。長期貯蔵でも脂肪酸度が低く古米化の品質劣化がしにくく、比較的美味しさを保つのが特徴である。炊飯米は、比較的硬めでしっかりとした粒感がありつつも粘りも強く、「コシヒカリ」とはまた違った良食味となっており、炊飯後も固くなりにくい。
| 食味官能評価値 | 味度メーター | 千粒重（g） | タンパク質（%） | 整粒歩合 |
| -------------- | ------------ | ----------- | --------------- | -------- |
| 0.55           | 87.8         | 23.6        | 6.3以下         | 70%      |

| 年度               | 生産量（トン） |
| ------------------ | -------------- |
| 2015年（平成27年） | 50             |
| 2016年（平成28年） | 500            |
| 2017年（平成29年） | 10,000程度     |

「新之助」の食味値を上げる三要素（タンパク質・アミロース・脂肪酸度）が低めになる品種特性と共に「米食味コンクール」でも上位を占めると期待される。
山形県の「つや姫」については、「タンパク質」6.4 %以下、「食味官能評価値」0.5強の数値である。
- 食味官能評価値（日本穀物検定協会）

| 新之助 |
| 0.55   |
| ------ |

- たんぱく質（%）

| 魚沼コシヒカリ | 米山プリンセス | 新之助  | いちほまれ （越南291号） | つや姫  | ゆめぴりか |
| 6.0以下        | 6.0以下        | 6.3以下 | 6.4以下                  | 6.4以下 | 6.8以下    |
| -------------- | -------------- | ------- | ------------------------ | ------- | ---------- |

- 交配系譜[14]

| どんとこい | どんとこい | どんとこい | どんとこい | どんとこい | どんとこい |           |           | 南海129号 | 南海129号 | 南海129号 | 南海129号 | 南海129号 | 南海129号 |  |  | どまんなか | どまんなか | どまんなか | どまんなか | どまんなか | どまんなか |          |          | キヌヒカリ | キヌヒカリ | キヌヒカリ | キヌヒカリ | キヌヒカリ | キヌヒカリ |
| どんとこい | どんとこい | どんとこい | どんとこい | どんとこい | どんとこい |           |           | 南海129号 | 南海129号 | 南海129号 | 南海129号 | 南海129号 | 南海129号 |  |  | どまんなか | どまんなか | どまんなか | どまんなか | どまんなか | どまんなか |          |          | キヌヒカリ | キヌヒカリ | キヌヒカリ | キヌヒカリ | キヌヒカリ | キヌヒカリ |
|            |            |            |            |            |            |           |           |           |           |           |           |           |           |  |  |            |            |            |            |            |            |          |          |            |            |            |            |            |            |
|            |            |            |            | 北陸190号  | 北陸190号  | 北陸190号 | 北陸190号 | 北陸190号 | 北陸190号 |           |           |           |           |  |  |            |            |            |            |            |            | 新潟75号 | 新潟75号 | 新潟75号   | 新潟75号   | 新潟75号   | 新潟75号   |            |            |
|            |            |            |            | 北陸190号  | 北陸190号  | 北陸190号 | 北陸190号 | 北陸190号 | 北陸190号 |           |           |           |           |  |  |            |            |            |            |            |            | 新潟75号 | 新潟75号 | 新潟75号   | 新潟75号   | 新潟75号   | 新潟75号   |            |            |
|            |            |            |            |            |            |           |           |           |           |           |           |           |           |  |  |            |            |            |            |            |            |          |          |            |            |            |            |            |            |
|            |            |            |            |            |            |           |           |           |           |           |           | 新之助    |           |  |  |            |            |            |            |            |            |          |          |            |            |            |            |            |            |

## パッケージ
紅白幕をイメージした色合いに、「助」の文字を水引をイメージして表現したロゴが配されている。ロゴは上下で対となったデザインになっている。全体的に「めでたさと期待」を表現し、「ハレの日のお米」としての特別感を演出している。

## 経過
- 2008年（平成20年） - 晩生品種として、新潟県農業総合研究所[18]で研究を開始。20万株から選抜し、最初の選定基準は米の食味と相関する「炊飯時の米の輝き」である。
- 2015年（平成27年） -  9月24日、新潟県が、品種名を「新之助」と発表[19][20]。輸出を視野に中国で商標登録を申請[21][22]。
- 2016年（平成28年）
  - 4月12日、新潟米ブランド強化推進運動委員会において、「新之助」を県の奨励品種に指定[23]。
  - 10月5日、今秋の総収穫量約500トンのうち約300トンを試験販売[24]。販売価格も「魚沼コシヒカリ」並みを想定している[25]。
- 2017年（平成29年）8月23日 - JA全農新潟県本部のJA仮渡し金（60キロ当たり）が魚沼コシヒカリと同額の1万7200円と判明[26]。
- 2018年（平成30年）11月21日 - 日経トレンディ主催の「米のヒット甲子園2018」で、大賞米を受賞[27]。

## 脚註
1. 1 2 3 4  日本食糧新聞社 編 2018, p. 65.
2. 1 2 3 4 5 6 7 8  日本食糧新聞社 編 2018, p. 66.
3. ↑  “食味評価試験”.   日本穀物検定協会. 2016年12月16日閲覧。
4. ↑  “特集2 新潟の新しいお米「新之助」のデビューに向けて”. 2016年12月15日閲覧。
5. ↑  “トーヨー味度メーター”.  東洋ライス. 2016年12月15日閲覧。
6. ↑  “粒感と粘り、「ポストこしひかり」が決定…福井”.  読売新聞 (2016年12月3日). 2016年12月15日閲覧。
7. ↑  “ポストこしひかり決定、評価日本一 全国のブランド米超える自信作”.  goo (2016年12月3日). 2016年12月15日閲覧。
8. ↑  “山形のブランド米「つや姫」”.  全国農業協同組合連合会 山形県本部（JA全農山形）. 2016年12月15日閲覧。
9. ↑  “山形つや姫ブランド化戦略推進本部「つや姫」生産者認定制度実施要綱”. 2016年12月15日閲覧。
10. ↑  “評価日本一の「すごいコメ」誕生 「つや姫」や「新之助」上回る”.  福井新聞 (2016年12月3日). 2018年11月28日閲覧。
11. ↑  “平成24 年「ゆめぴりか」作付け生産者の皆様へ”.   北海道米の新たなブランド形成協議会. 2017年8月19日閲覧。
12. ↑  “「ゆめぴりか」栽培マニュアル”.   北海道米の新たなブランド形成協議会. 2017年8月19日閲覧。
13. ↑  “「ゆめぴりか」をどのように作りこなすか!”.   ながぬまクリーンライス生産組合ゆめぴりか部会. 2017年8月19日閲覧。
14. ↑  “開発ストーリー”.  新潟県. 2016年12月19日閲覧。
15. ↑  “「どんとこい」は多肥条件でも食味の低下が少ない”.  農業・食品産業技術総合研究機構. 2016年12月19日閲覧。
16. ↑  “どんとこい（普通栽培・中生）”.   日本穀物検定協会. 2016年12月19日閲覧。
17. ↑  “どんとこい”.   お米ガイド. 2016年12月19日閲覧。
18. ↑  “農業総合研究所”.  新潟県. 2016年12月15日閲覧。
19. ↑  “新しいお米は「新之助」 新潟県が開発、NGTも応援”.  YouTube (2015年9月24日). 2016年12月15日閲覧。
20. ↑  “新潟の新しいお米の名前は「新之助（しんのすけ）」です。”.   新之助 特設サイト (2015年9月24日). 2020年10月10日閲覧。
21. ↑  “中国商標局のデータベース（中国商標網）による商標検索マニュアル”.  JETRO北京. 2016年12月19日閲覧。
22. ↑  “中华人民共和国国家工商行政管理总局”.  中華人民共和国国家知識産権局. 2016年12月19日閲覧。
23. ↑  “新潟県の水稲の奨励品種等（平成28年6月30日現在）”.  新潟県農林水産部 農産園芸課 (2016年6月30日). 2018年7月26日時点のオリジナルよりアーカイブ。2016年12月15日閲覧。
24. ↑  “新潟の新ブランド米「新之助」試験販売始まる 競合に懸念の声も”.  産經新聞 (2016年10月6日). 2016年12月15日閲覧。
25. ↑  “【キラリ甲信越】新潟ブランド米「新之助」料亭などで高評価 全国へ浸透図る”.  産經新聞 (2016年12月16日). 2016年12月16日閲覧。
26. ↑  “一般、岩船、佐渡200〜400円増17年産コシ仮渡し金 魚沼据え置き”.  新潟日報 (2016年12月16日). 2017年8月25日閲覧。
27. ↑  “米のヒット甲子園2018、大賞に新潟県・長岡産の「新之助」が輝く“日本の米”と海外に誇れる点も評価”.  日経トレンディ (2018年11月22日). 2018年11月28日閲覧。